# Taghreed Hikmat
Taghreed Hikmat (Zarqa, Jordania, 1945) es una jueza jordana ya retirada. Fue la primera jueza de Jordania cuando empezó a ejercer en 1998. También formó parte del Tribunal Penal Internacional para Ruanda de 2003 a 2011.

## Carrera
Estudió derecho en la Universidad de Damasco entre 1969 y 1973. En 1982 empezó a trabajar como abogada. En 1996 pasó a ser ayudante del procurador general de la División de Derechos Civiles. En 1998 Hikmat fue nombrada juez del Tribunal de Apelación, con lo que se convirtió en la primera jueza en Jordania. Entre 2002 y 2003 fue juez en el Alto Tribunal Criminal.
En junio de 2003 Hikmat fue uno de 18 jueces elegidos por las Asamblea General de las Naciones Unidas para servir ad litem en el Tribunal Penal Internacional para Ruanda (ICTR). En septiembre del año siguiente Kofi Annan, Secretario general de la ONU, la nombró jueza provisional en el tribunal. Hikmat fue jueza en el ICTR hasta 2011, y presidió el tribunal entre 2009 y 2010.
Ha sido miembro de la 26.ª sesión del Senado de Jordania. Ha criticado partidos políticos jordanos por tener programas políticos superficiales que solo tenían en cuenta a las mujeres para obtener su voto. Hikmat ha observado varios retos en la participación política de las mujeres en Jordania, incluyendo un sistema patriarcal, puntos de vista estereotipados sobre los roles de las mujeres y una carencia de independencia económica con respecto a los hombres.